# Pisaura
Pisaura este un gen de păianjeni răspândiți în Eurasia. 

## Specii
- Pisaura acoreensis Wunderlich, 1992 — insulele Azore
- Pisaura anahitiformis Kishida, 1910 — Japonia
- Pisaura ancora Paik, 1969 — Rusia, China, Coreea
- Pisaura bicornis Zhang & Song, 1992 — China, Japonia
- Pisaura bobbiliensis Reddy & Patel, 1993 — India
- Pisaura consocia (O. P.-Cambridge, 1872) — Israel, Liban, Siria
- Pisaura decorata Patel & Reddy, 1990 — India
- Pisaura gitae Tikader, 1970 — India, insulele Andaman
- Pisaura lama Bösenberg & Strand, 1906 — Rusia, China, Coreea, Japonia
- Pisaura mirabilis (Clerck, 1757) — Palearctic
- Pisaura novicia (L. Koch, 1878) — Europa de Sud, Asia Mică, Caucaz
- Pisaura orientalis Kulczynski, 1913 — Europa de Sud
- Pisaura parangbusta Barrion & Litsinger, 1995 — Filipine
- Pisaura podilensis Patel & Reddy, 1990 — India
- Pisaura putiana Barrion & Litsinger, 1995 — Filipine
- Pisaura quadrilineata (Lucas, 1838) — insulele Canare, Madeira
- Pisaura sublama Zhang, 2000 — China
- Pisaura swamii Patel, 1987 — India